# Glenea vagemaculipennis
Glenea vagemaculipennis là một loài bọ cánh cứng trong họ Cerambycidae.